# 傑爾扎尼夫卡 (卡扎京區)
49°48′50″N 28°48′58″E / 49.81389°N 28.81611°E
傑爾扎尼夫卡（烏克蘭語：Держанівка），是烏克蘭的村落，位於該國西南部文尼察州，由赫米利尼克區負責管轄，始建於1640年，面積0.43平方公里，海拔高度266米，2001年人口110，人口密度每平方公里255.81人。